# BOMA (immobilier)
Pour les articles homonymes, voir Boma (homonymie).
BOMA (Building Owners and Managers Association) est une association internationale de propriétaires et gestionnaires de grands immeubles commerciaux fondée en 1907 aux États-Unis.  Elle regroupe des propriétaires d'immeubles, des gestionnaires, des promoteurs, des professionnels de la location et des gestionnaires d'actifs.
Les membres nord-américains (États-Unis et Canada) de BOMA représentent un total de plus de 850 millions de mètres carrés d'espaces commerciaux.

## Présentation
La défense des intérêts de ses membres est la principale fonction de BOMA International qui fait du lobbying auprès des différents corps législatifs et réglementaires et assure le suivi des codes et des standards de l'industrie, incluant la fiscalité touchant les gains en capital, les télécommunications, la qualité de l'air intérieur, les droits des propriétaires privés et l'évaluation des risques. Récemment, BOMA International a permis à l'industrie d'obtenir des gains dans la fiscalité des gains en capital, les assurances touchant le terrorisme et les déductions fiscales pour l'efficacité énergétique.
L'association édicte en particulier les normes de mesurage des espaces qui sont utilisées dans les baux. À ce titre, elle s'est associée à une trentaine d'autres organisations dans le monde pour créer une nouvelle norme de mesurage des bureaux d'affaires qui est entrée en vigueur en novembre 2014. Appelée International Property Measurement standard (IPMS), cette norme facilitera le travail des entreprises opérant dans plusieurs marchés nationaux. La coalition IPMS formée à Washington en mai 2013 fera la promotion de cette norme.
BOMA publie entre autres The BOMA magazine et le Experience Exchange Report, une compilation des données de revenus et dépenses pour plus de 100 millions de mètres carrés d'immeubles de bureaux en Amérique du Nord.

## Certification
BOMA attribue des certifications nationales de programme de gestion environnementale BOMA BESt aux établissements faisant preuve d'une performance élevée en gestion énergétique et environnementale,.